# Gunther Schwerdtfeger
Gunther Schwerdtfeger (* 7. November 1934 in Oldenburg) ist ein deutscher Jurist und ehemaliger Hochschullehrer.

## Leben
Schwerdtfeger studierte von 1955 bis 1959 Rechtswissenschaften an den Universitäten Göttingen und München. Bereits ein Jahr später promovierte er in Göttingen, noch mit einer zivilrechtlichen Arbeit. 1964 legte er sein Zweites Juristisches Staatsexamen ab und arbeitete als wissenschaftlicher Mitarbeiter an den Universitäten Lausanne und Göttingen, später als wissenschaftlicher Assistent von Hans Peter Ipsen an der Universität Hamburg. Unter diesem habilitierte Schwerdtfeger sich 1971 und erwarb die Venia Legendi für die Fächer Staatsrecht, Verwaltungsrecht, Sozialrecht und Gesundheitsrecht.
In der Folge vertrat Schwerdtfeger einige Lehrstühle, bevor er 1975 an der Universität Münster seine erste Professur antrat. Bereits ein Jahr später wechselte er an die Freie Universität Berlin auf einen Lehrstuhl für Öffentliches Recht. Dort blieb er elf Jahre, bis er 1987 auf den Lehrstuhl für Öffentliches Recht und das Recht der Sozialen Sicherung an der Universität Hannover wechselte. Dort lehrte und forschte er bis zu seiner Emeritierung Ende März 2000. Er ist korrespondierendes Mitglied der Braunschweigischen Wissenschaftlichen Gesellschaft.
Schwerdtfegers Forschungsschwerpunkte lagen insbesondere im Öffentlichen Recht, im Sozialrecht, im öffentlichen Arbeitsrecht, im Ausländerrecht sowie im Arzneimittel- und Arztrecht.

## Werke (Auswahl)
- Mittelbare Testamentsvollstreckung in einer fortgesetzten offenen Handelsgesellschaft. Universitätsverlag, Göttingen 1960. (Dissertation)
- Unternehmerische Mitbestimmung der Arbeitnehmer und Grundgesetz. Athenäum, Frankfurt am Main 1972. (Habilitation)
- Arbeitslosenversicherung und Arbeitskampf: neue Aspekte zum unbestimmten Gesetzesbegriff. Duncker & Humblot, Berlin 1974, ISBN 978-3-428-03142-9.
- Die dogmatische Struktur der Eigentumsgarantie. de Gruyter, Berlin 1983, ISBN 978-3-11-009710-8.
- Die Wirksamkeitsbegründung bei Arzneimitteln mit bekannten Wirkstoffen. Nomos, Baden-Baden 1998, ISBN 978-3-7890-5796-0.
- Gunther Schwerdtfeger & Angela Schwerdtfeger: Öffentliches Recht in der Fallbearbeitung. 15. Auflage. C.H. Beck, München 2018, ISBN 978-3-406-71892-2.